# Holub domácí
Holub domácí (Columba livia f. domestica) je domestikovaná forma holuba skalního, chovaná pro maso nebo pro zábavu (z estetických důvodů nebo kvůli holubí poště).

## Taxonomie
Zoologicky patří do řádu měkkozobí (Columbiformes), čeledi holubovití (Columbidae)  a podčeledi holubi (Columbinae). Patří mezi nejstarší domácí zvířata.

## Popis
Průměrná délka těla divokého holuba skalního je 33 cm a hmotnost 300 g. U holuba domácího se značně liší tělesné proporce, hmotnost i vzhled. Plemen holubů chovaných na celém světě je více než 1000. V organizovaných chovech je těchto uznaných plemen méně. Jsou rozděleni do skupin. Například: rejdiči, voláči, rackové, holubi poštovní, holubi bradavičnatí, holubi barevní a řada dalších.

## Anatomie
Holubi mají zobák poměrně tenký, přímý, při kořeni měkký a mírně naduřelý, což umožňuje dospělým ptákům při krmení mláďat sevřít jejich zobák a neporanit jej. Opeření tvoří obrysové peří, prachové peří chybí. Obrysové peří se vyměňuje postupně po celý rok. Vole je vytvořeno, slepá střeva a žlučník chybějí.
Mláďata jsou po vylíhnutí zprvu slepá a téměř lysá. Nejprve je rodiče krmí kašovitou hmotou vytvářenou ze stěn volete (tzv. holubí mléko), později semeny a plody, jimiž rodiče plní nejdříve své vole, zapíjejí vodou a vyvrhují potom do volete mláďat. Vyžadují dostatek pitné vody. Kostrční žláza chybí, je vytvořen drobivý prach. Etologickou zvláštností holubů je pití vody sáním a neobvyklá poloha při spánku - hlavu jen zatahují, nevkládají ji pod křídlo.

## Chování

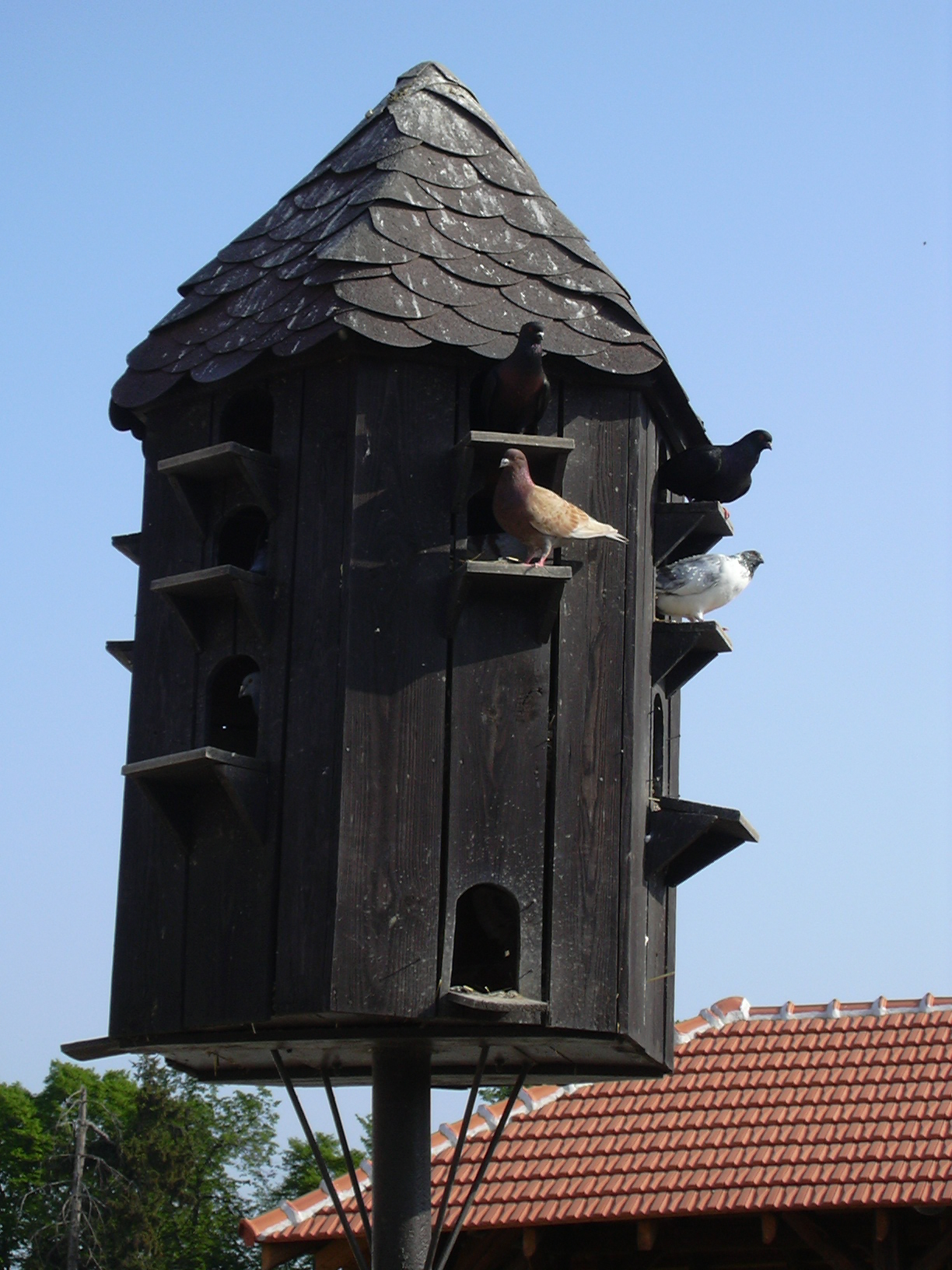
Holubník

Holub domácí je společenský, žije v hejnech a hnízdí v koloniích. Kolonii ovládá několik nejsilnějších samců. Je výborný letec. Holubi bývají chováni v holubníku. Tvoří páry. Při sezení na vejcích a v péči o mláďata se oba holubi pravidelně střídají. Mláďata se líhnou za 17 až 18 dní od snesení vajec.

## Využití
Holubí pošta byla dlouhou dobu lidských dějin prakticky nejrychlejším způsobem dopravování zpráv. Její nevýhodou však bylo jednak to, že holub unese jen velmi omezený náklad, jednak to, že se dokázal pouze vracet na místo, kde už dřív byl a odkud byl původně převezen. Orientuje se převážně díky vizuální paměti. Dnes má holubí pošta jen malý praktický význam, jde spíš o sport a koníček.
Ve vojenství se (kromě pošty) používal rovněž k zapalování nepřátelských objektů a na začátku 20. století byly prováděny pokusy s využitím holubů pro vzdušné snímkování.

## Původ a domestikace
Holub domácí (Columba livia f. domestica) je potomkem divoce žijícího holuba skalního – (C. livia). Existují však více či méně podložené teorie, podle nichž se na vzniku holuba domácího podílelo více divokých předků, zvláště také asijští holub sněžný (C. leuconata) a útesový (C. rupestris), západoafrický holub guinejský (C. guinea), a dokonce vyhynulý americký holub stěhovavý (Ectopistes migratorius). Nejzajímavější je názor, že kdysi popsaný holub polní (C. affinis) byl samostatným druhem a vlastním předchůdcem holuba domácího, který domestikací v holuba domácího vlastně zanikl (Havlín 1983).
Holubi jsou domovem v mírné části palearktické oblasti. Lze mít za to, že k prvním domestikačním pokusům došlo proto, že člověk odedávna sdílel s holubem skalním skalní skrýše (rozsedliny, jeskyně apod.) a bystré smysly holuba skalního varovaly člověka před hrozícím nebezpečím; nelze zde vyloučit ani uplatnění autodomestikace tím, že se holubi sami aktivně přidružovali k lidským sídlištím. Později, při přechodu člověka k polnímu hospodaření, se holub přiživoval na výsledcích práce lidí a ti ho chytali i pojídali. Lidské stavby mu v mnoha případech nahradily nedostatek skalních hnízdišť; člověk naopak přivítal možnost vybírání vajec a mláďat z hnízd. Později se k tomu přidružily i podněty náboženské – stal se brzy obětním a kultovním zvířetem; někdy byl i uctíván. V zásnubních projevech a v přísné monogamii holuba skalního člověk viděl symbol lásky, míru a plodnosti. Proto se holub stal i posvátným zvířetem pohanů a později symbolizoval nebeský mír u velkých náboženství (křesťanství, židovství a islám). Teprve později se u některých národů uplatňuje holub pro chutné maso (Egypťané, Římané, Evropané apod.). Zdomácnění holuba proběhlo již v Přední Asii, odtud se rozšířil jeho chov do Egypta a do dalších zemí v oblasti Středozemního moře i dále do Asie. Počátky domestikace holuba skalního jsou starého data, snad před více než 6000 lety v asijském domestikačním centru, s největší pravděpodobností v Mezopotámi a Přední Asii. Římané zavedli chov holuba domácího v celém římském impériu pro maso. V poštovní a zpravodajské službě a ve vojenství se holubi používali již od dob starého Egypta.

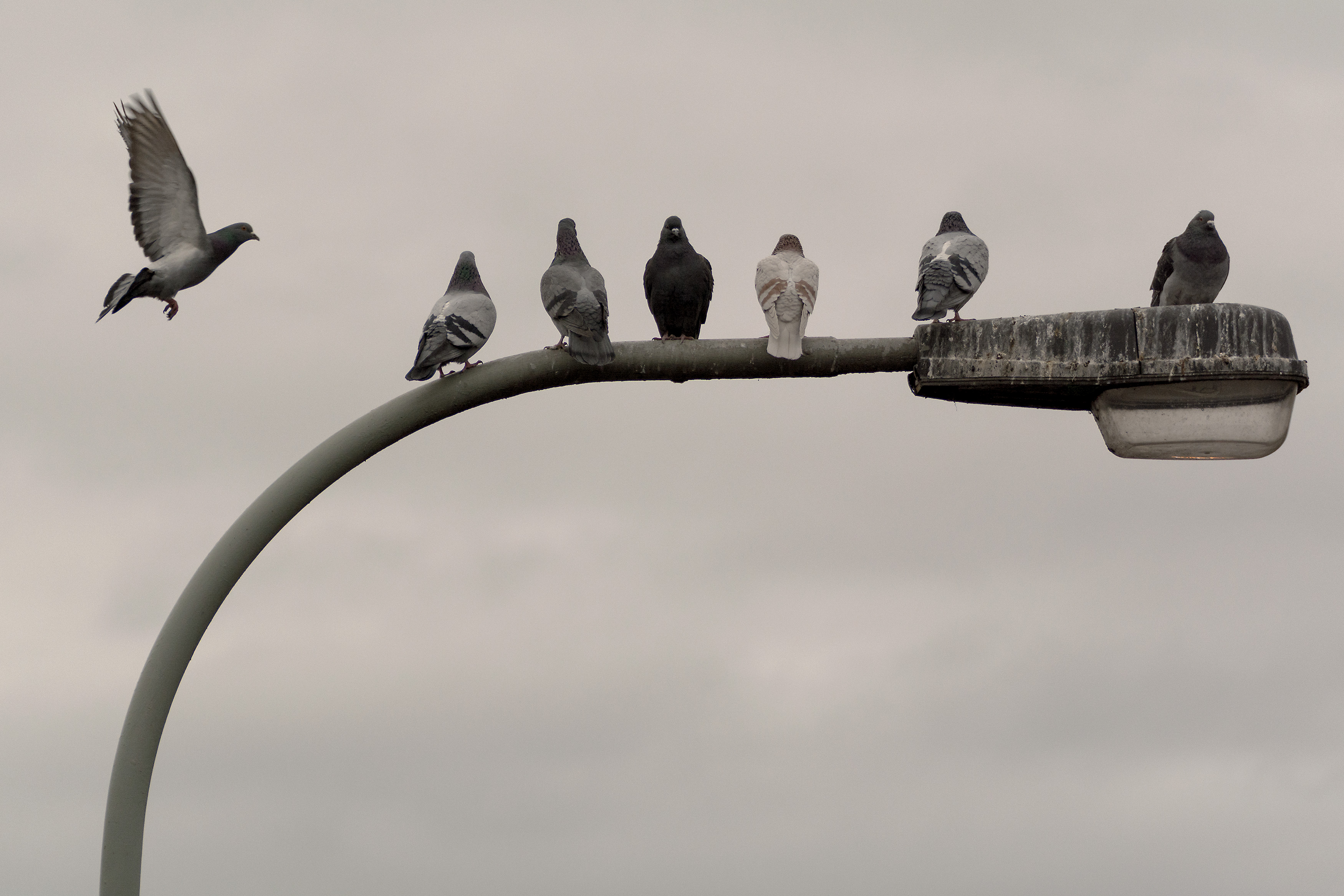
Holubi na pouliční lampě, Praha

## Kontroverze
Zdivočelí domácí holubi žijí ve velkých hejnech ve městech a někteří lidé je považují za škůdce (někdy jsou označováni jako „létající potkani“), protože svým trusem znečišťují budovy a sochy. Mohou i roznášet nemoci, ale obavy ze zdravotních rizik pro člověka jsou neopodstatněné. Naopak někteří lidé je vnímají pozitivně jako zpestření městského prostředí nebo zdroj zábavy (krmení).